# Hohenberge (Varel)
Hohenberge ist ein Stadtteil von Varel im Landkreis Friesland in Niedersachsen. Das Gebiet ist seit dem 17. Jahrhundert besiedelt. Es ist nach dem hier befindlichen Hügel benannt, der aus der flachen Marschlandschaft markant herausragt. Seit Anfang des 18. Jahrhunderts befindet sich auf dem Hügel einer der ältesten jüdischen Friedhöfe des Oldenburger Landes.

## Lage
Der Ort befindet sich östlich des Kernbereichs von Varel und liegt an der Bundesstraße 437 von Varel nach Rodenkirchen.

## Geschichte
Hohenberge war bis zum 30. Juni 1972 Teil der Gemeinde Varel-Land.

## Infrastruktur
Nördlich des Ortsteils befindet sich die ehemalige Mülldeponie Hohenberge, auf der von 1974 bis Ende 2004 der Abfall aus dem südlichen Teil des Landkreises Friesland entsorgt wurde. Der Abfallberg des Altfeldes ist rund 22 Meter, der der Erweiterungsfläche rund 24 Meter hoch und ragt dementsprechend aus dem flachen Marschland heraus.